# Andres Sutt

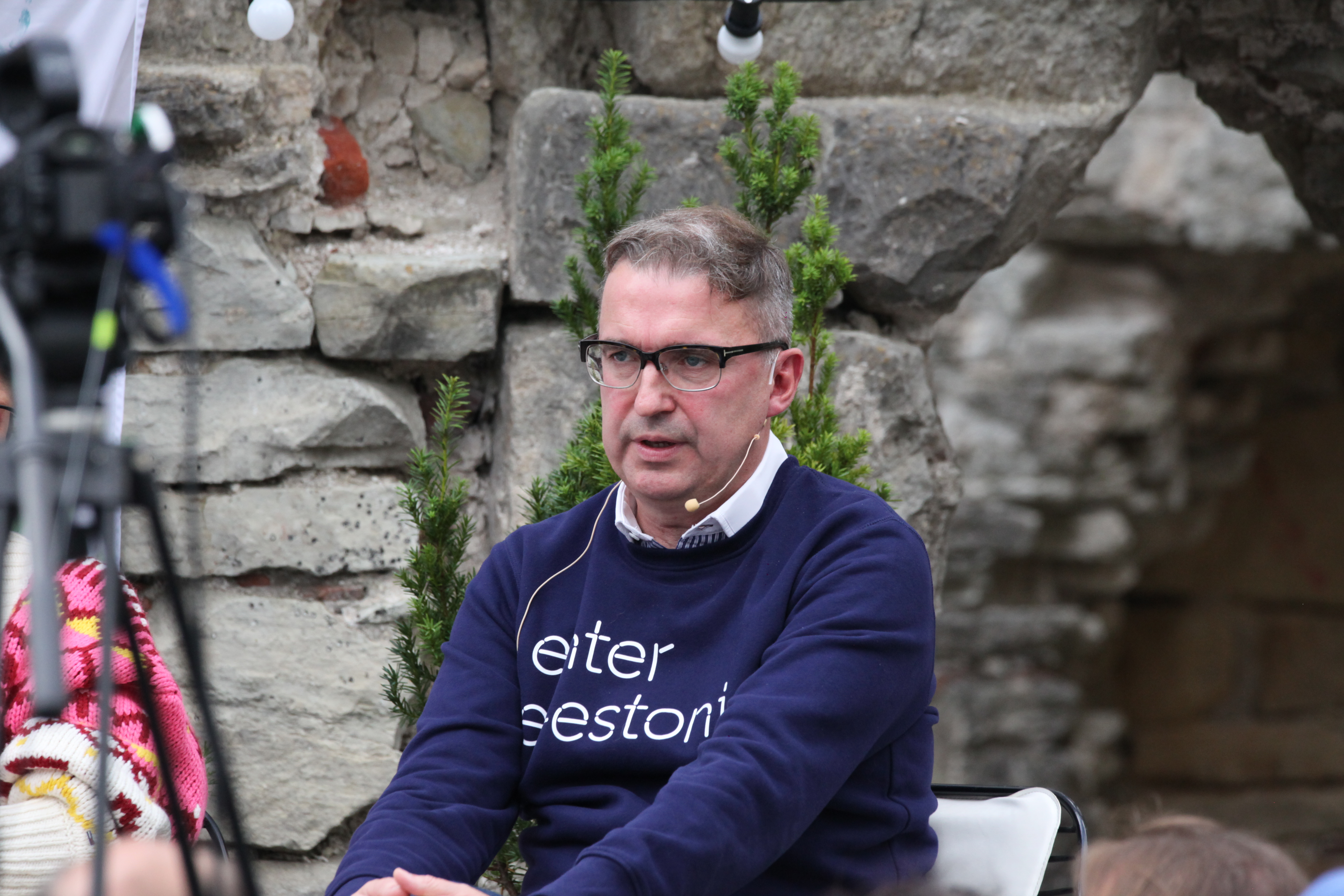
Andres Sutt (2021)

Andres Sutt, född 11 november 1967 i Tartu i dåvarande Estniska SSR, är en estnisk ekonom och liberal politiker tillhörande Estniska reformpartiet. Från 26 januari 2021 var han Estlands minister för entreprenörskap och informationsteknologi i Kaja Kallas regering.

## Biografi

### Utbildning
Sutt gick i skola i Tartu 1:a centralskola, nuvarande Hugo Treffnergymnasiet, och studerade därefter vid Tartu universitet. Han tog examen cum laude i ekonomi 1993. Han har även en näringslivsledarexamen från INSEAD 2008 och en examen i förhandlingskunskap och ledarskap från Harvard Law School (2015).

### Yrkeskarriär
Sutt arbetade för Eesti Pank från 1992 till 1999, där han från 1997 var biträdande chef för centralbankens penningpolitiska avdelning. Från 1999 till 2001 var han rådgivare till Internationella valutafondens nordisk-baltiska avdelningschef och från 2013 till 2016 var han chef för Europeiska stabilitetsmekanismens bankenhet. Från 2017 till 2018 arbetade han som politisk regleringsexpert och styrelseledamot för Eesti Energia.

### Politiker
Sutt tillhör det liberala Estniska reformpartiet och valdes in i Riigikogu i valet 2019, där han till en början tillhörde oppositionen. Efter regeringen Ratas avgång i januari 2021 tillträdde han som minister för entreprenörskap och informationsteknologi i Kaja Kallas regering.

## Familj och privatliv
Sutt är gift och har en dotter och två söner.

## Utmärkelser
Han tilldelades Vita stjärnans orden av tredje klassen 2008.